# Mario Flores Cubillos
Mario Armando Flores Cubillos (Valdivia, Chile; 18 de abril de 1954) es un exfutbolista chileno. Se desempeñaba como arquero y llegó a integrar planteles como Unión San Felipe, Unión La Calera, Deportes La Serena, Valdivia, Loza Penco y Lota Schwager.
Actualmente se desempeña como ayudante técnico del primer equipo de Unión San Felipe de la Primera División A de Chile.
- Datos: Q5998678